# Berlin-Pankow

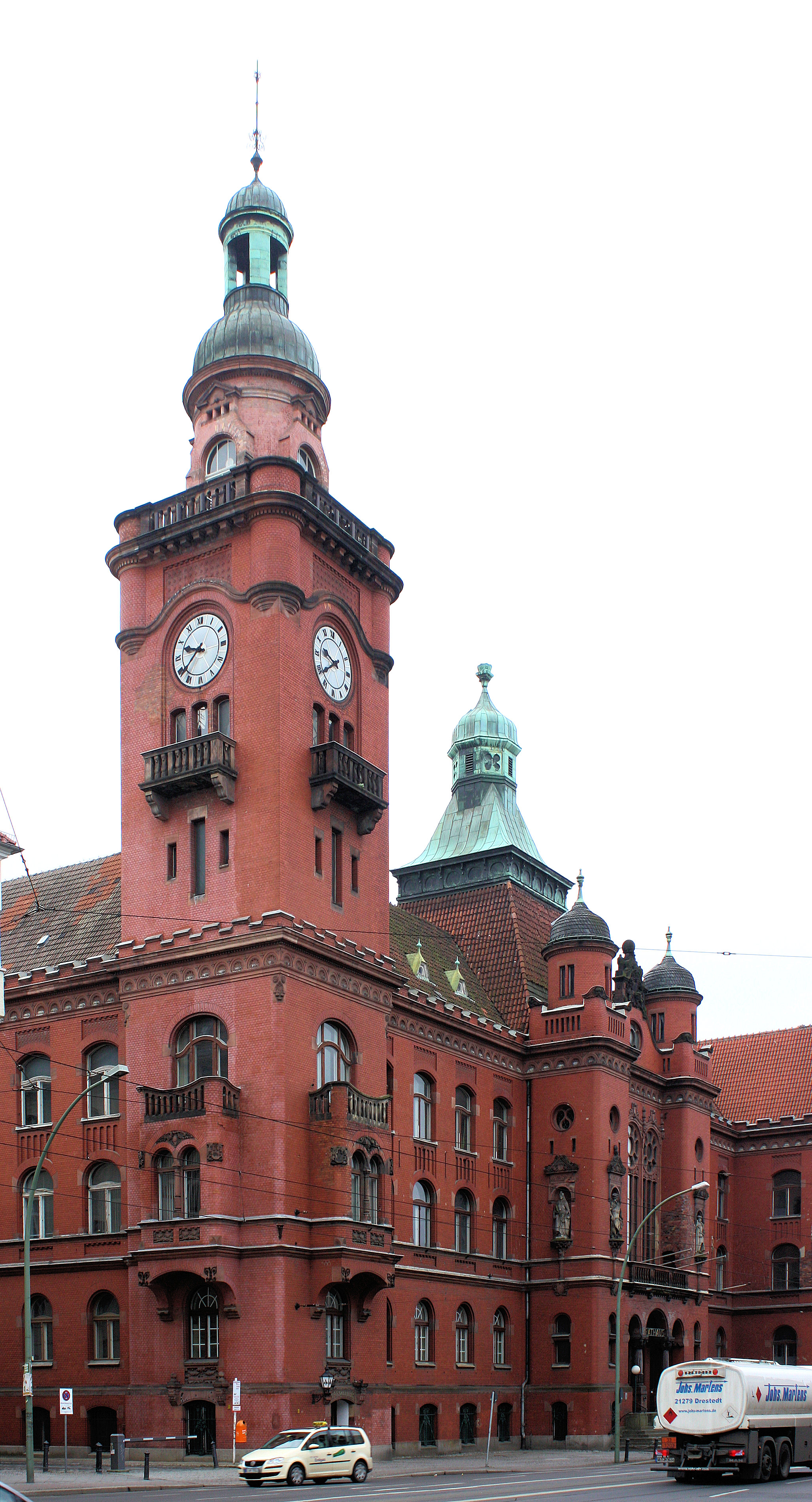
Rathaus Pankow

Pankow (Aussprache: ˈpaŋko, 'pankoː) ist der namensgebende Ortsteil des Bezirks Pankow in Berlin. Im Sprachgebrauch können Örtlichkeiten von Pankow auch in den nördlich angrenzenden Bebauungen von Heinersdorf (Pankow-Heinersdorf) und Niederschönhausen (Pankow-Schönhausen) liegen. Pankow liegt an der Panke und ist nach diesem Nebenfluss der Spree benannt.

## Geschichte

### Vom 13. bis zum Anfang des 20. Jahrhunderts
Archäologische Spuren einer spätslawischen Vorbesiedlung wurden bisher (21. Jahrhundert) nicht gefunden. Demnach wurde Pankow um 1230 von deutschen Siedlern „aus wilder Wurzel“ gegründet, so wie alle anderen Ortschaften auf dem südwestlichen Barnim. Das Angerdorf entstand an der Panke. Von ihr wurde der slawische Gewässer- als Ortsname übernommen. Die erste urkundliche Erwähnung datierte auf 1311. Das Landbuch Kaiser Karls IV. von 1375 wies für das Dorf 42 Hufe aus, davon vier Pfarrhufe (Wedemhof). Nur sechs Hufe bewirtschafteten Vollbauern. Der Rest verteilte sich auf drei Ritterhöfe: Kerstian Duseke mit zwölf Hufen (davon sechs abgabenfrei), Hans Duseken mit 71⁄2 Hufen und der Berliner Bürger Wartenberg mit 121⁄2 Hufen als Lehen von seinem Stadtrat. Von den 22 Kossätenstellen gehörten 13 zum Hof Wartenbergs und die restlichen zu denen der Dusekes. Die beiden und der Berliner teilten sich zudem das Kirchenpatronat. Im Dorf schenkte ein Krug aus. Die Dorfkirche Pankow entstand als spätgotische Feldsteinkirche im 15. Jahrhundert. Durch einen umfangreichen Erweiterungsbau aus Backstein in den Jahren 1857–1859 verlor die Dorfkirche einen wesentlichen Teil ihres dörflichen Charakters.
Die dörfliche Entwicklungsetappe vom Mittelalter bis ins 19. Jahrhundert wurde von einem städtischen Aufschwung der Gründerjahre im 19. Jahrhundert abgelöst. Noch immer ist der ursprüngliche Dorfcharakter am Verlauf der Breiten Straße zu erkennen, die den ursprünglichen Dorfanger mit der Kirche im Zentrum nachzeichnet. Das am Anfang der heutigen Damerowstraße befindliche Kavalierschloss unterstreicht diese gewachsene Struktur des Ortsteils. Von hier aus starteten im 19. Jahrhundert die Jagdgesellschaften nach Buchholz und darüber hinaus in das Umland. Dieses Gebäude wurde nach dem Zweiten Weltkrieg als Kindergarten genutzt.
Ende des 19. Jahrhunderts setzte die Entwicklung zu einem Ort der Sommerfrische für die Städter ein, was wiederum zu einem Ausbau der Infrastruktur führte. Das heutige Straßensystem wurde um 1900 herum angelegt unter Nutzung vorhandener früherer Handelswege wie der Wollankstraße.
Seit 1818 gehörte Pankow zum Kreis Niederbarnim in der preußischen Provinz Brandenburg. Obwohl die Einwohnerzahl der Landgemeinde 1919 bereits bei 58.000 Menschen lag, war der Ort zu dieser Zeit formal noch immer ein „Dorf“, da ihm kein Stadtrecht verliehen worden war.
Seit 1912 führte die Landgemeinde den Namen Berlin-Pankow.

### Pankow als Bezirk Berlins

#### 1920 bis 1945
Im Jahr 1920 wurde Berlin-Pankow durch das Groß-Berlin-Gesetz namensgebender Ortsteil des 19. Verwaltungsbezirks von Berlin. Zu ihm gehörten die ehemaligen ebenfalls eingemeindeten Dörfer (nun Ortsteile) Blankenburg, Blankenfelde, Buch, Buchholz, Heinersdorf, Karow, Niederschönhausen mit Schönholz und Nordend, Rosenthal und Wilhelmsruh. Das Rathaus Pankow ist seit dieser Zeit Sitz des Bezirksbürgermeisters.
Zum Ende des Zweiten Weltkriegs stieß die Rote Armee nach Pankow zuerst über Heinersdorf vor. Im Bereich der Prenzlauer Promenade/Binzstraße fanden erbitterte Gefechte mit letzten Gruppen des Volkssturms statt, die sich in der Neumannstraße verschanzt hatten. Am 22. April 1945 schlugen die Truppen ihr Quartier in der Binzstraße auf. In Höhe der Trelleborger Straße wurde eine Begräbnisstätte für die gefallenen Rotarmisten errichtet. Die Umbettung der Toten erfolgte mit der Errichtung des sowjetischen Ehrenmals im Volkspark Schönholzer Heide. In Berlin-Buch befindet sich ein weiteres Ehrenmal im Bucher Schlosspark. Die ursprünglich dort bestatteten Rotarmisten wurden ebenfalls in das Ehrenmal in der Schönholzer Heide umgebettet.

#### 1945 bis September 1990
Zwischen 1945 und 1990 war Pankow ein Bezirk, ab 1952 Stadtbezirk, im Sowjetischen Sektor von Berlin (Ost-Berlin) und seit 2001 ein Ortsteil des gleichnamigen Bezirks.
Die sowjetische Besatzungsmacht beschlagnahmte 1945 ganze Straßenzüge und machte sie zu Sperrgebieten, um dort zunächst das eigene und nach Gründung der DDR das Führungspersonal der SED und der DDR-Regierung unterzubringen. Am bekanntesten waren das Sperrgebiet am Majakowskiring und das benachbarte Schloss Schönhausen. Es war von 1949 bis 1960 Sitz des Präsidenten der DDR Wilhelm Pieck danach bis 1964 des Staatsratsvorsitzenden Walter Ulbricht. Besonders in der westlichen Öffentlichkeit galt „Pankow“ lange als Synonym für die Führung der DDR, obwohl die SED-Spitze im Sommer 1960 kollektiv in die außerhalb Berlins für sie errichtete Waldsiedlung nahe Wandlitz umgezogen war.
Um die Straße 201 legte die DDR-Regierung ab 1951 auf städtischem Grund eine Wohnsiedlung für Kunst- und Kulturschaffende an. Auch ohne Einladung wählten zahlreiche Ost-Berliner Künstler, Wissenschaftler und Intellektuelle Pankow zum Wohnsitz.
Vom Anfang der 1950er Jahre bis 1990 war im Gerichtsgebäude in der Kissingenstraße nach zeitweiliger Nutzung durch die sowjetische Geheimpolizei die Untersuchungsabteilung und die Untersuchungshaftanstalt der Verwaltung Groß-Berlin (ab 1976 Bezirksverwaltung Berlin) des Ministeriums für Staatssicherheit (MfS) untergebracht.
In den 1970er Jahren ließen der Magistrat von Berlin sowie das Dienstleistungsamt für ausländische Vertretungen größere Flächen von Kleingartenanlagen räumen, um einerseits dem gestiegenen Bedarf an Wohnraum Rechnung zu tragen, andererseits aber auch Wohnungen für in der DDR residierende Botschaftsangehörige zu errichten. Im Zentrum des rechts und links der Neumannstraße geschaffenen Häuserareals wurden Flächen freigehalten, auf denen später Botschaftsgebäude entstehen sollten. Diese Planung wurde aber nicht umgesetzt.
Deutschlandweite und internationale Aufmerksamkeit erlangte Pankow während der Endphase der DDR, als ab dem 7. Dezember 1989 im Schlosskomplex Schönhausen der Zentrale Runde Tisch tagte und am 22. Juni 1990 als Eröffnungsort der Zwei-plus-Vier-Verhandlungen diente, die zur deutschen Wiedervereinigung führten.
Im Jahr 2001 wurde Pankow im Rahmen der Bezirksreform ein Ortsteil im nunmehr vergrößerten Bezirk Pankow.

### Seit 1991: Ortsteil
Großbauvorhaben Pankower Tor

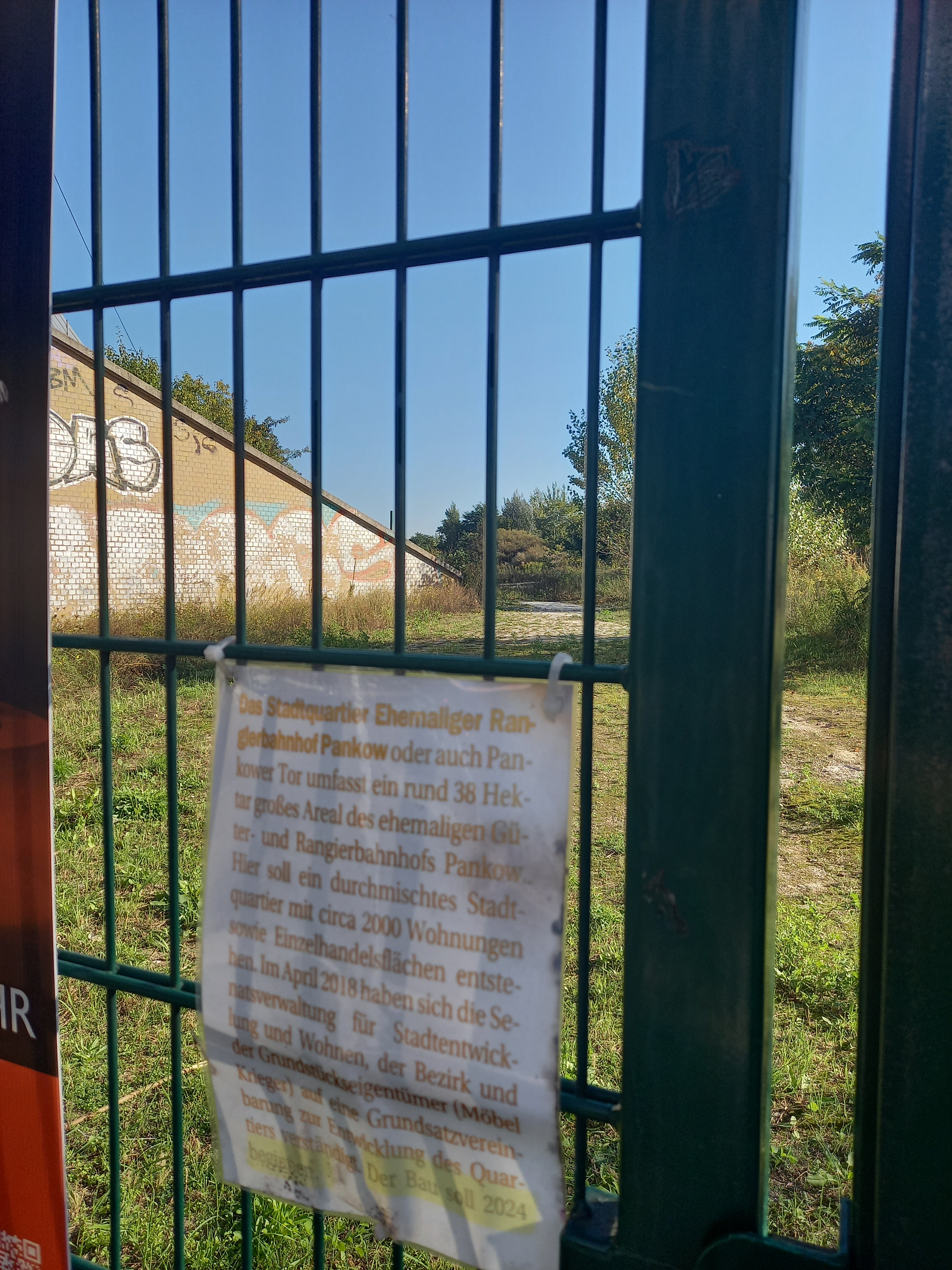
Informationsblatt am Pankower Tor 2021

Im Bereich des früheren Rangierbahnhofs zwischen den Bahnhöfen Pankow und Pankow-Heinersdorf, nördlich begrenzt durch die S-Bahn-Trasse und südlich durch den Straßenzug Granitzstraße/Prenzlauer Promenade, wurde das Stadtviertel Pankower Tor auf einer Fläche von 27 Hektar durch den Architekten Tobias Nöfer geplant. Investor ist der in Schlossparknähe aufgewachsene Unternehmer Kurt Krieger, dem u. a. die Einrichtungshäuser Möbel-Walther, Höffner und Sconto gehören. Zu dem 2009 von Krieger erworbenen und bereits seit einigen Jahren in der Planungsphase befindlichen Areal gehört auch der denkmalgeschützte ehemalige Ringlokschuppen an der Heinersdorfer Brücke. Der gesamte Rangier- und Güterbahnhof wurde 1996 stillgelegt. Der Berliner Senat und der Bezirk Pankow waren lange gegen ein hier geplantes Einkaufszentrum, 2014 zeichnete sich ein Kompromiss ab. Damit andere Einkaufszentren und weitere Geschäfte im Bezirk nicht gefährdet werden, einigte sich die Bezirksverordnetenversammlung (BVV) mit dem Investor auf einen Kompromiss: das neue Einkaufszentrum wird kleiner ausfallen und soll nicht nahe dem Bahnhof Pankow, sondern Richtung Prenzlauer Promenade gebaut werden. Am 25. April 2018 unterschrieb die BVV die Absichtserklärung für den Bau von 2000 Wohnungen (davon 30 % Sozialwohnungen), einem Einkaufszentrum, zwei Kindertagesstätten, einer Grundschule auf dem ehemaligen Rangierbahnhof Pankow, einem Möbelhaus auf Höhe der Prenzlauer Promenade, einem Park mit 800 Pendlerparkplätzen und zusätzlich einem Parkhaus für rund 1000 Fahrräder in der Nähe des Bahnhofs Pankow. Da 2020 noch immer kein Baubeginn in Sicht ist, mutmaßte Berlins Landeskonservator Christoph Rauhut: „Herr Krieger hat die Ostfläche meines Erachtens nur erworben, um die Ansiedlung eines Konkurrenten zu verhindern“.
Um mit den Bauvorbereitungen beginnen zu können, müssen zunächst die auf dem Gelände nachgewiesenen und geschützten Kreuzkröten umgesiedelt werden. Nach langem Suchen entschied die BVV gegen den Protest der Kleingärtner, dafür Flächen von zwei anliegenden Kleingartenanlagen (KGA ‚Feuchte Winkel (West)‘ und ‚Feuchte Winkel (Ost)‘) zu räumen. Die Freimachung der ersten KGA begann im Frühjahr 2025, und der Baustart ist für 2026 vorgesehen. Am Ende des Ausbaus sollen im Gebiet Pankower Tor einmal 6000 Berliner wohnen. Der Ringlokschuppen wird saniert und soll dann Sitz der Stiftung Naturschutz werden. Deren Mitarbeiter werden sich um den Erhalt der Kröten aber auch um Blindschleichen, Zauneidechsen und Bachstelzen sowie Ringelnattern und Teichmolche kümmern, die sich ebenfalls hier bereits angesiedelt haben.

## Bevölkerung
Nachdem sich die Bevölkerungszahl seit der Gründung des Ortes nicht wesentlich erhöht hatte, stieg sie ab Mitte des 19. Jahrhunderts bis um 1910 auf das etwa Hundertfache an. Nach dem Ende des Zweiten Weltkriegs gab es eine stetige Zunahme der Einwohnerzahl, die seit 1990 wieder rückläufig war, seit Beginn der 2000er Jahre aber wieder deutlich ansteigt.
| Jahr | Einwohner |
| ---- | --------- |
| 1801 | 0 286     |
| 1850 | 1.037     |
| 1856 | 1.343     |
| 1860 | 1.611     |
| 1870 | 2.105     |
| 1880 | 4.109     |
| 1890 | 00.6.998  |

| Jahr | Einwohner |
| ---- | --------- |
| 1900 | 00.21.524 |
| 1910 | 00.45.165 |
| 1920 | 61.070    |
| 1930 | 72.064    |
| 1939 | 00.71.261 |
| 1950 | 00.68.133 |
| 1963 | 00.68.666 |

| Jahr | Einwohner |
| ---- | --------- |
| 2007 | 55.551    |
| 2010 | 56.324    |
| 2015 | 61.996    |
| 2020 | 65.375    |
| 2021 | 65.785    |
| 2022 | 67.005    |
| 2023 | 68.301    |
| 2024 | 68.684    |

Quelle ab 2007: Statistischer Bericht A I 5. Einwohnerregisterstatistik Berlin. Bestand – Grunddaten. 31. Dezember. Amt für Statistik Berlin-Brandenburg (jeweilige Jahre)

## Sehenswürdigkeiten (Auswahl)
- Rathaus Pankow[19]
- Alte Pfarrkirche „Zu den vier Evangelisten“ aus dem 15. Jahrhundert, erweitert durch Friedrich August Stüler in den Jahren 1858/1859
- Barockes Kavaliershaus in der Breiten Straße aus dem Jahr 1770
- Alte Bäckerei in der Wollankstraße als letztes Zeugnis der dörflichen Bebauung[20]
- Alte und Neue Mälzerei an der Mühlenstraße aus dem Jahr 1874, zu Wohnzwecken umgebaut
- Hoffnungskirche, 1912/1913 mit Anklängen an den Jugendstil erbaut
- Amtsgericht in der Kissingenstraße, 1902–1906 im Stil des fränkischen Barock erbaut, heute ein Dienstgebäude des Amtsgerichts Pankow/Weißensee[21]
- Kissingenviertel mit seinen Wohnensemblen aus den 1920er und 1930er Jahren.[22] Das in den 1920er Jahren geschaffene Wohngebiet Prenzlauer Promenade, Binzstraße, Retzbacher Weg und Kissingenstraße gehört zu den architektonischen Besonderheiten aus dieser Zeit, da die Wohnblocks mit sogenannten „Zeppelindächern“ versehen wurden und in dieser Art einmalig sind.
- Ehemaliges Jüdisches Waisenhaus[23]
- Ehemaliges Jüdisches Lehrlingsheim, heute: Caragiale-Bibliothek[24]
- Mehrere Schulgebäude aus dem Beginn des 20. Jahrhunderts, darunter das ehemalige Realgymnasium (für Jungen)[25] heute: Rosa-Luxemburg-Gymnasium
- Postamt Pankow in der Berliner Straße,[26] heute: Platanus Gesamtschule
- Villa Garbáty in der Berliner Straße 126/127[27]

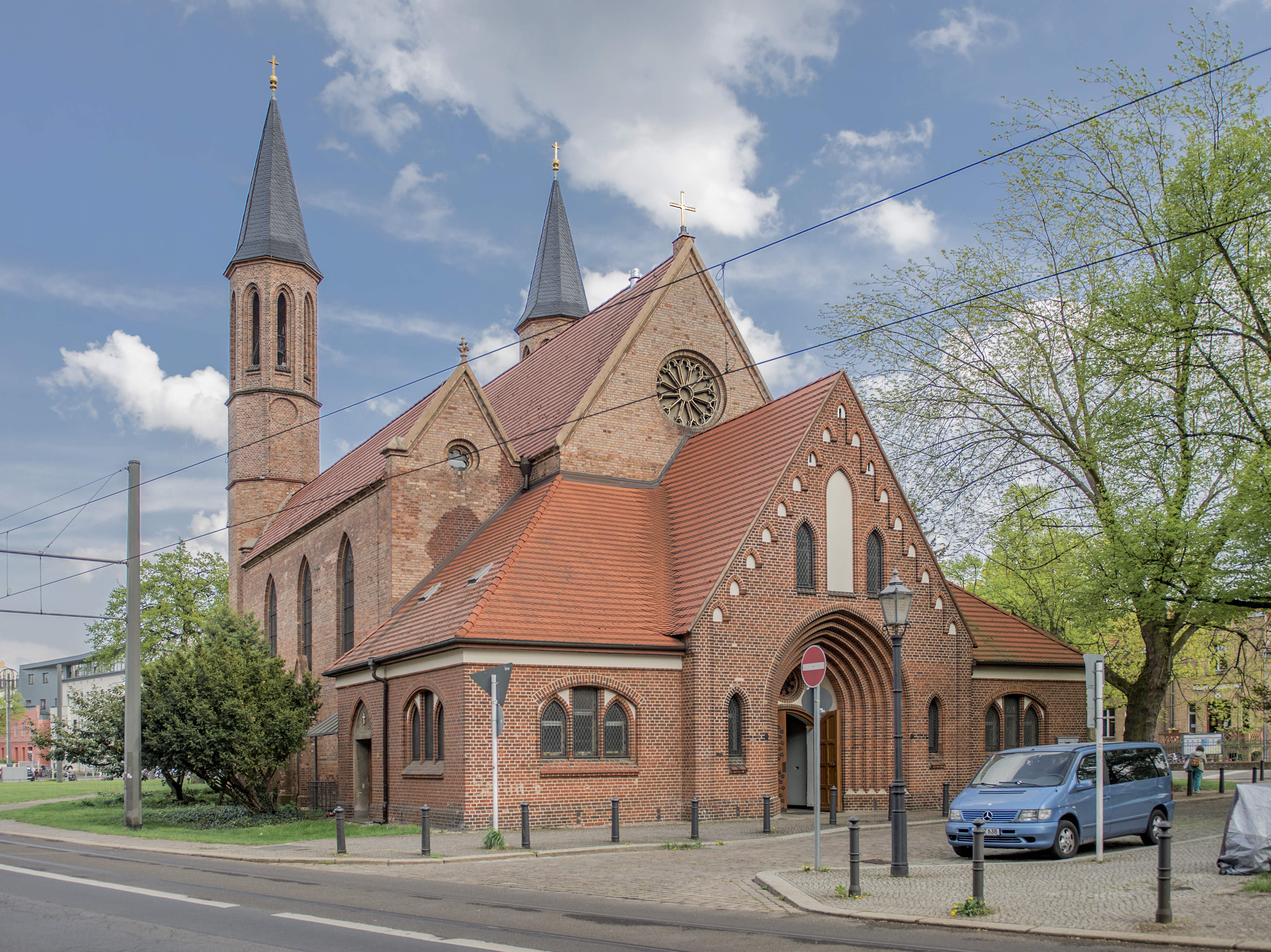
Alte Pfarrkirche „Zu den vier Evangelisten“
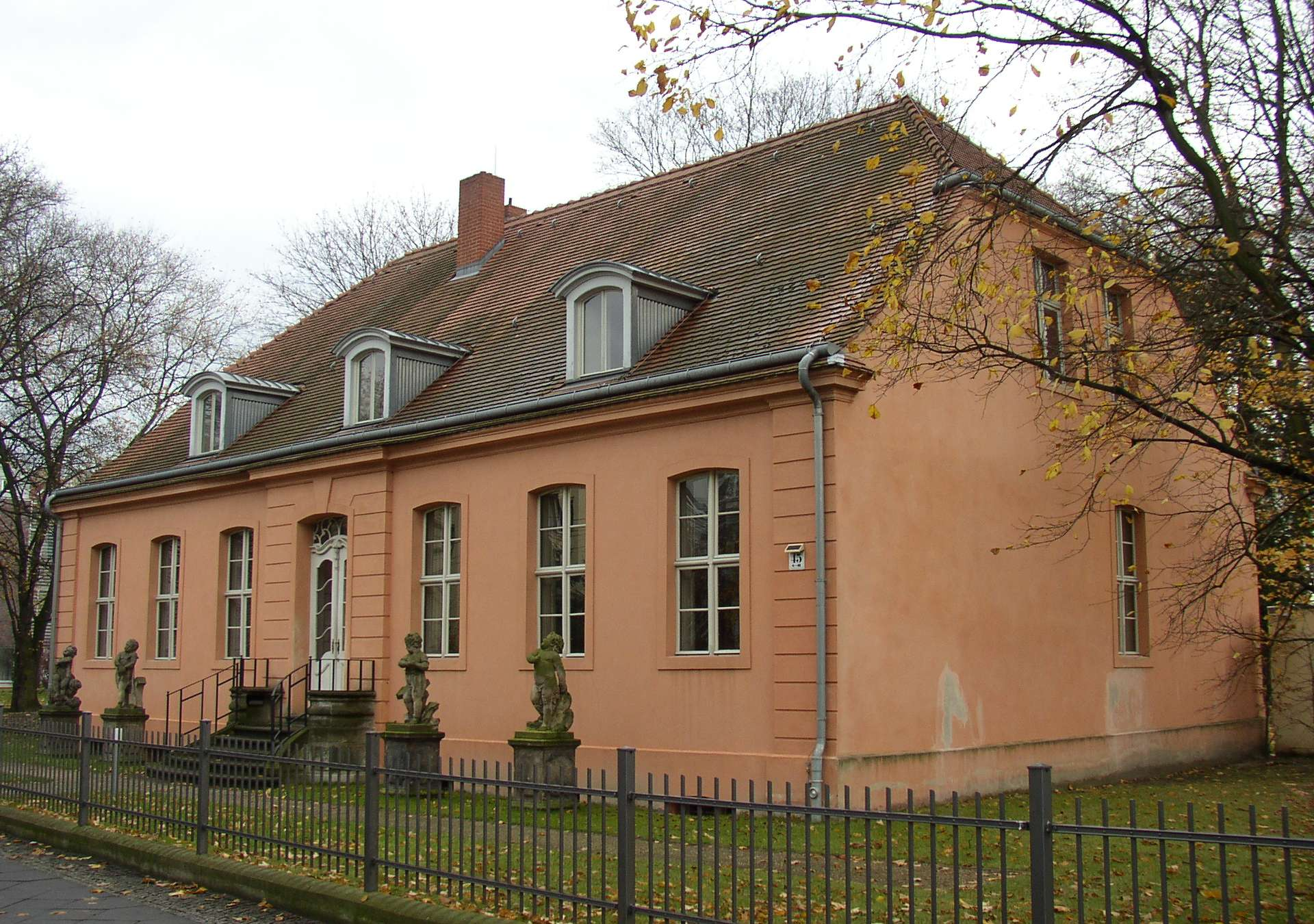
Kavaliershaus
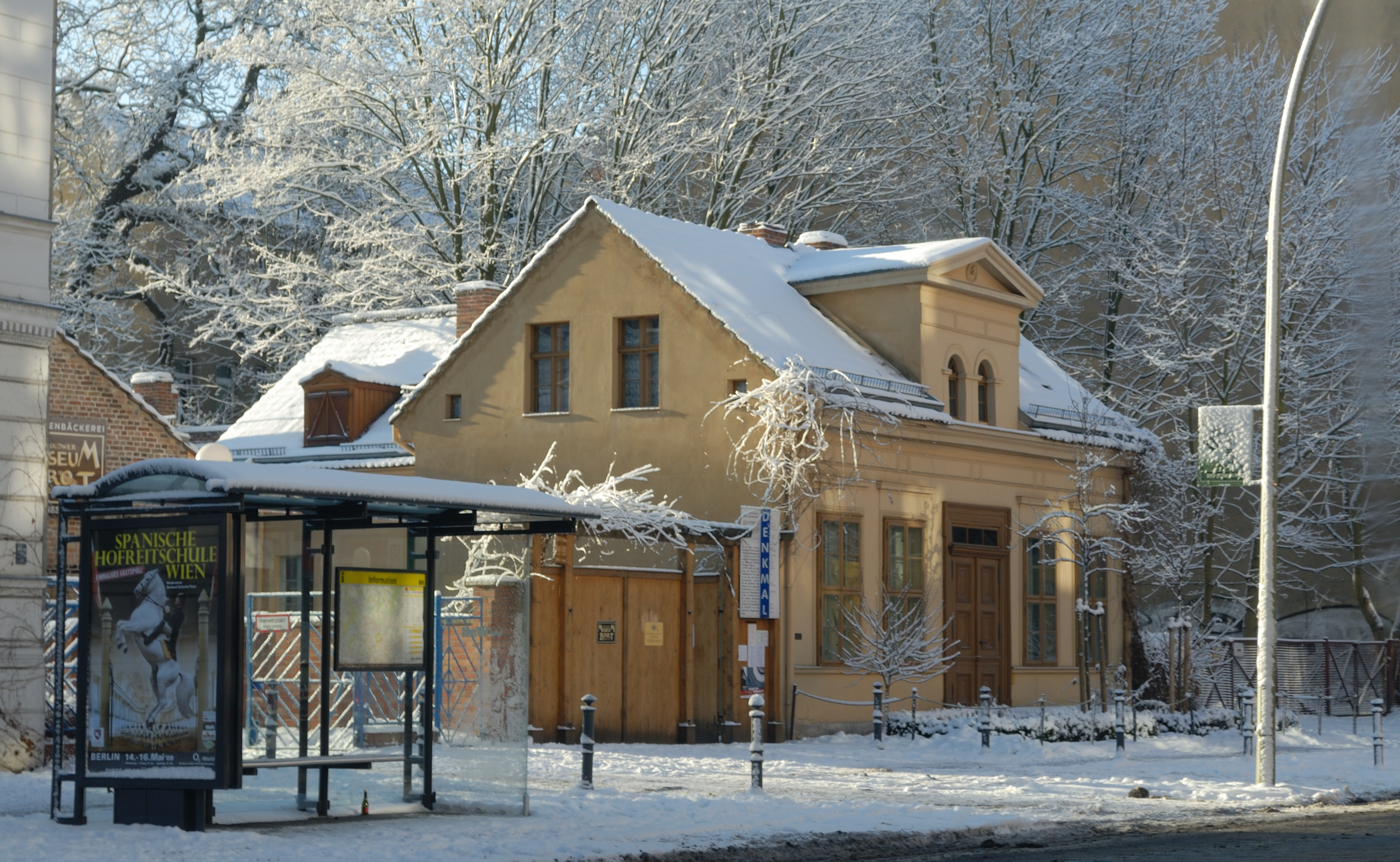
Alte Bäckerei in der Wollankstraße
Darrentürme der Alten Mälzerei
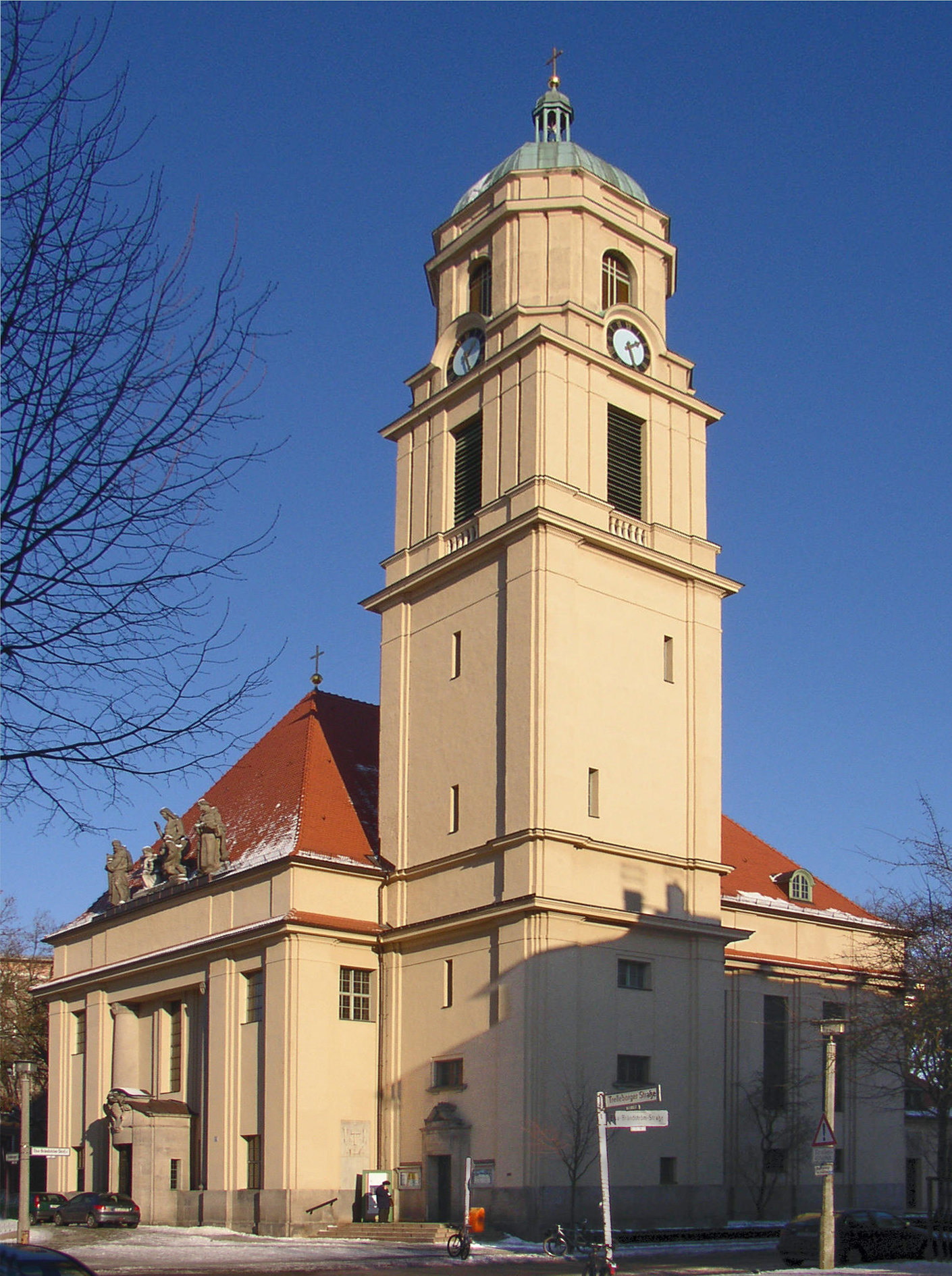
Hoffnungskirche
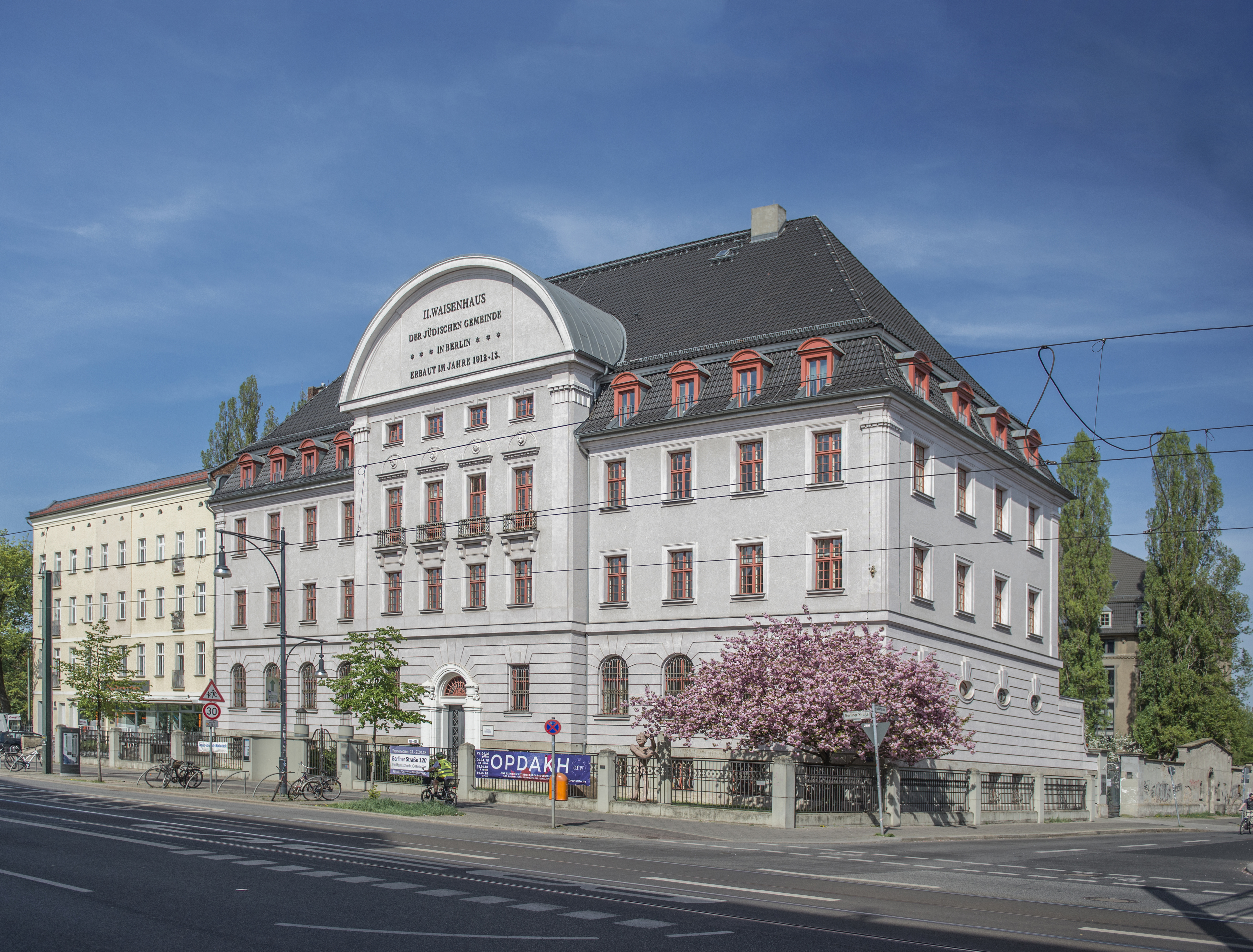
Ehemaliges jüdisches Waisenhaus, heute Bibliothek und Schule
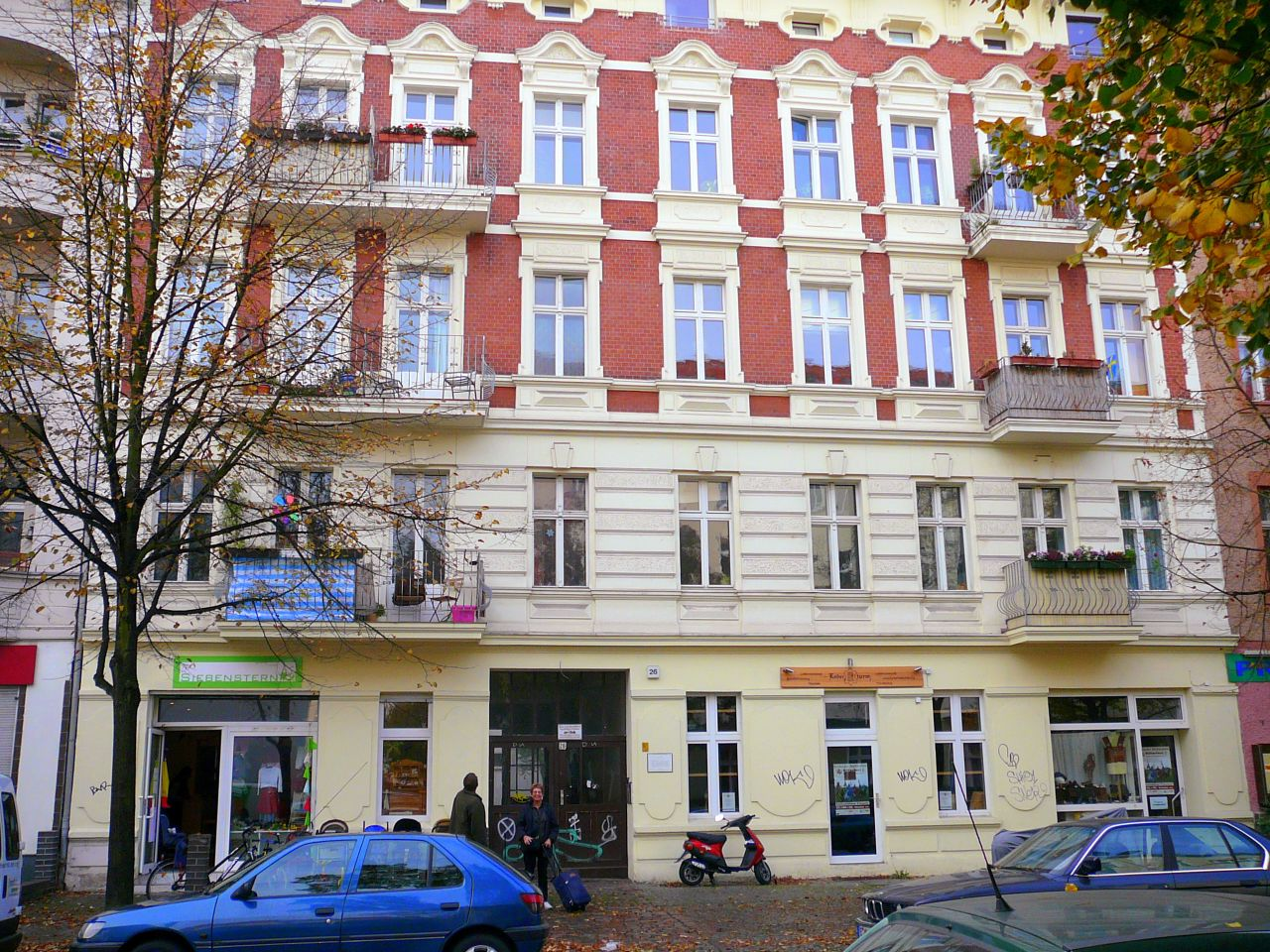
Gründerzeithaus in der Florastraße 26

## Wirtschaft und Infrastruktur

### Wirtschaft

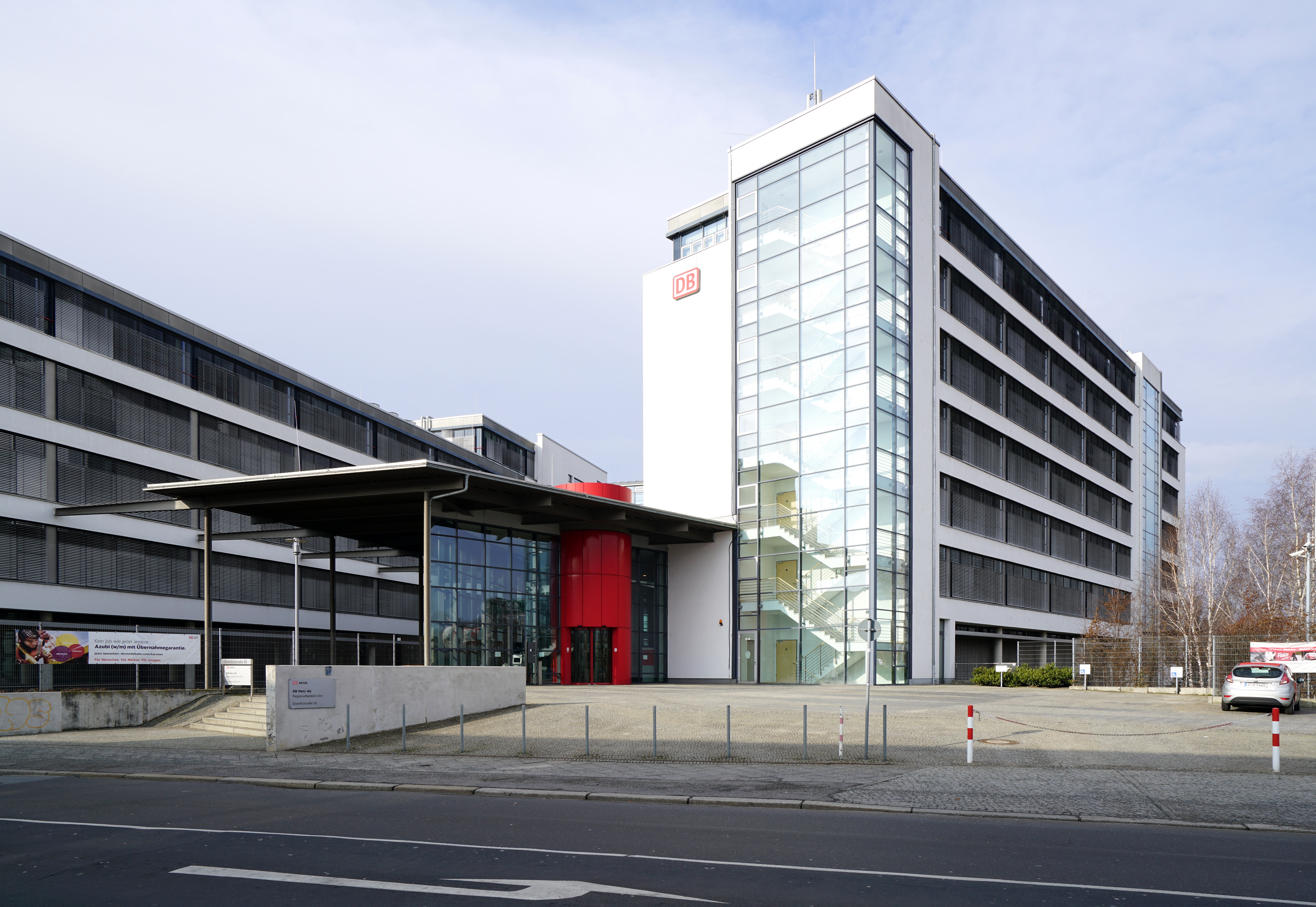
Betriebszentrale des Regionalbereichs Ost (Fernbahn) der DB InfraGO in Pankow

In Berlin-Pankow befindet sich in der Granitzstraße im Osten des Ortsteils der Sitz des Regionalbereichs Ost der DB InfraGO. Neben der Verwaltung des Regionalbereichs befinden sich in dieser Betriebszentrale unter anderem Arbeitsplätze eines Netzkoordinators, mehrerer Bereichsdisponenten und mehrerer Zugdisponenten, die für die Disposition der Züge (ausschließlich Züge der S-Bahn Berlin) in Mecklenburg-Vorpommern, in Berlin und im Großteil von Brandenburg zuständig sind. Dazu sind in dieser Betriebszentrale zahlreiche Fahrdienstleiter tätig, die ausschließlich mit elektronischen Stellwerken (ESTW) arbeiten.

### Infrastruktur

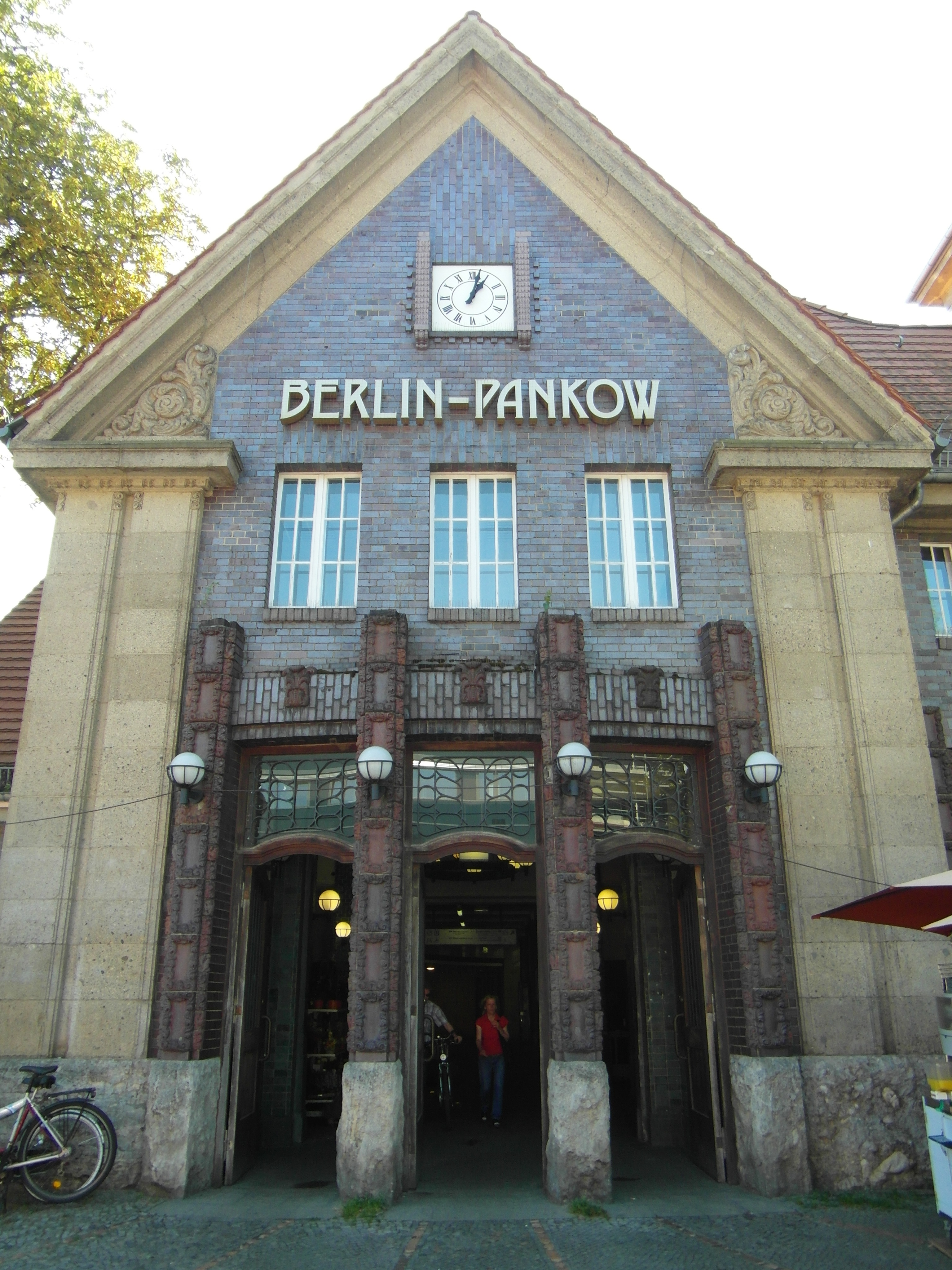
Eingang S-Bahnhof Pankow

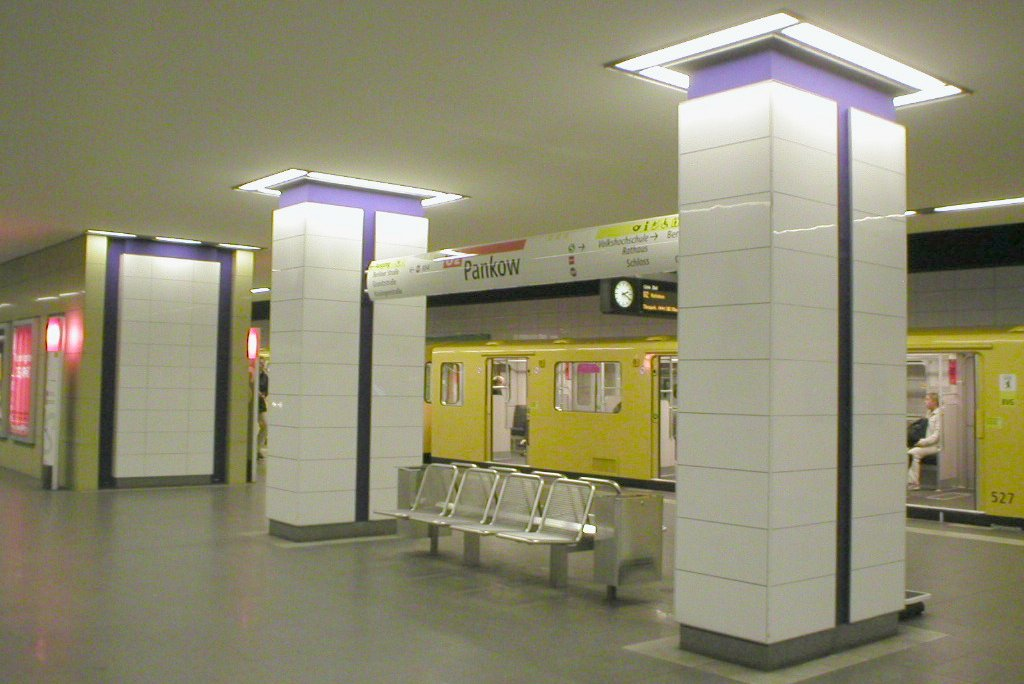
U-Bahnhof Pankow

#### S-Bahn
Im Ortsteil befinden sich die S-Bahn-Stationen Pankow und Pankow-Heinersdorf, die von den Linien S2, S26 und S8 bedient werden. Außerdem bedient die S85 die Station Pankow am Wochenende und an Feiertagen. Ebenfalls noch auf dem Gebiet des Ortsteils Pankow an der Grenze zu Gesundbrunnen liegt der Bahnhof Wollankstraße (Linien S1, S25 und unter der Woche S85).

#### U-Bahn
Außerdem gibt es zwei U-Bahnhöfe, beide an der U-Bahn-Linie U2 gelegen. Bis 1993 hieß der heutige U-Bahnhof Vinetastraße, der am 1. Juli 1930 eröffnet worden war, noch Pankow (Vinetastraße). Ursprünglich war er als Vinetastraße eröffnet worden. Damals war eine Verlängerung über den heutigen Bahnhof Berlin-Pankow bis Pankow-Kirche geplant. Die Weltwirtschaftskrise verhinderte jedoch den Weiterbau. Der Bahnhof befindet sich unterirdisch, sodass die vom Hochbahnhof Schönhauser Allee kommenden Züge eine Rampe herunterfahren müssen.
Der heutige U-Bahnhof Pankow ist der Endbahnhof der Linie U2. Er wurde am 16. September 2000 eröffnet. Bereits 1988 wurde die Strecke nördlich des Bahnhofs Vinetastraße verlängert, um eine geplante Betriebswerkstatt an der Granitzstraße anzuschließen. Diese wurde jedoch aufgrund des Mauerfalls nicht verwirklicht. 1994 wurden die Gleisanlagen dann zu einer Kehrgleisanlage erweitert und 1997 begann der Weiterbau bis zum Umsteigebahnhof mit der S-Bahn. Hinter dem Bahnhof befindet sich eine Kehrgleisanlage, die bei einem noch geplanten Ausbau bis Pankow-Kirche in die Strecke einbezogen werden kann.

#### Öffentlicher Nahverkehr
Mehrere Straßenbahn- und Omnibuslinien erschließen den Ortsteil. Ein großer Verkehrsknoten ist der Bereich um den Bahnhof Pankow.

## Persönlichkeiten

### Söhne und Töchter des Ortsteils
- Victor Meyer (1848–1897), Chemiker
- Arnold Killisch von Horn (1862–1939), Verleger
- Otto Wollank (1862–1929), Landwirt und Gutsbesitzer
- Max Skladanowsky (1863–1939), Wegbereiter des Films
- Max Buldermann (1868–1930), Artist
- Karl Grünberg  (1891–1972), Schriftsteller und Journalist
- Willy Schwedler (1894–1945), Fußballspieler
- Werner Müller (1900–1955), Politiker, Senator in West-Berlin
- Hans Berry (1906–1984), Jazzmusiker
- Siegfried Kühl (1929–2015), Künstler
- Helga Hahnemann (1937–1991), Entertainerin und Moderatorin
- Thorleif Neuer (1938 in Berlin-Pankow), Architekt und Stadtplaner und autodidaktischer Maler und Grafiker
- Eberhard Diepgen (* 1941), Politiker, Regierender Bürgermeister von Berlin
- Dorothea Ridder (* 1942), Kommunardin, verurteilte RAF-Unterstützerin
- Ulrich Wutzke (* 1946), Geologe
- Gösta Gablick (* 1966), Kunstschmied und Bildhauer
- Christoph Schneider (* 1966), Musiker
- Christiane Paul (* 1974), Schauspielerin
- Martin Neuhaus (* 1975), Schauspieler, Sänger und Regisseur
- Christina Eschner (* 1978), evangelische Theologin
- Jonas Schmidt-Chanasit (* 1979), Virologe
- Mirna Funk (* 1981), Schriftstellerin und Journalistin
- Salomé Balthus (* 1984), bürgerlich Klara Johanna „Hanna“ Lakomy, Unternehmerin und Kolumnistin
- Karoline Herfurth (* 1984), Schauspielerin und Regisseurin
- Kilian Heinrich (* 1997), YouTuber

### Mit Pankow verbundene Persönlichkeiten
- Emanuel Mendel (1839–1907), Neurologe, lebte in Pankow
- Fritz Heyn (1849–1928), Unternehmer und Lokalpolitiker in Pankow
- Josef Garbáty (1851–1939), Zigarettenfabrikant in Pankow
- Wilhelm Kuhr (1865–1914), Bürgermeister von Pankow
- Wolfgang Joseph Kostecky (1888–1949), Kaufmann und Erbauer der Kostecky-Villa in Pankow
- Änne Saefkow (1902–1962), Widerstandskämpferin gegen den Nationalsozialismus, lebte in Pankow
- Elizabeth Shaw (1920–1992), Kinderbuchautorin, lebte in Pankow
- Werner Krätschell (* 1940), Superintendent in Pankow
- Henry Hübchen (* 1947), Schauspieler, lebt in Pankow
- Oskar Ansull (* 1950), Schriftsteller und Lyriker, lebt in Pankow
- Vera Lengsfeld (* 1952), Bürgerrechtlerin in der DDR, lebt in Pankow
- Ruth Misselwitz (* 1952), Vertreterin der kirchlichen Friedens- und Umweltbewegung in der DDR, Pfarrerin in Pankow
- Thomas Flierl (* 1957), Politiker (Die Linke), in Pankow aufgewachsen
- Philipp Lengsfeld (* 1972), Politiker (CDU), in Pankow aufgewachsen
- Nora Tschirner (* 1981), Schauspielerin, in Pankow aufgewachsen

## Pankow in Kunst und Medien
- Die im Norden Berlins gelegene Ortschaft Pankow mit ihren umliegenden Gebieten galt bereits Ende des 19. Jahrhunderts als beliebtes Ausflugsziel. In zahlreichen Liedern kommt Pankow vor, so beispielsweise in Komm Karlineken, komm („Komm Karlineken, komm Karlineken, komm, Wir woll’n nach Pankow jehn, da ist det wunderschön […]“) oder in Bolle reiste jüngst zu Pfingsten („Bolle reiste jüngst zu Pfingsten, nach Pankow war sein Ziel […] Auf der Schönholzer Heide da gab’s ’ne Keilerei […]“).
- 1983 veröffentlichte Udo Lindenberg sein Lied Sonderzug nach Pankow, nachdem die DDR-Behörden seinen Wunsch abgelehnt hatten, in der DDR ein Konzert geben zu können.